# Vijapur
Vijapur là một thành phố và khu đô thị của quận Mahesana thuộc bang Gujarat, Ấn Độ.

## Địa lý
Vijapur có vị trí 23°34′B 72°45′Đ / 23,57°B 72,75°Đ Nó có độ cao trung bình là 116 mét (380 feet).

## Nhân khẩu
Theo điều tra dân số năm 2001 của Ấn Độ, Vijapur có dân số 24.805 người. Phái nam chiếm 52% tổng số dân và phái nữ chiếm 48%. Vijapur có tỷ lệ 68% biết đọc biết viết, cao hơn tỷ lệ trung bình toàn quốc là 59,5%: tỷ lệ cho phái nam là 75%, và tỷ lệ cho phái nữ là 60%. Tại Vijapur, 12% dân số nhỏ hơn 6 tuổi.